# Globisporangium debaryanum
Globisporangium debaryanum (R. Hesse) Uzuhashi, Tojo & Kakish. – gatunek organizmów zaliczanych do lęgniowców.

## Systematyka i nazewnictwo
Pozycja w klasyfikacji według Index Fungorum: Globisporangium, Peronosporales, Peronosporidae, Peronosporea, Incertae sedis, Oomycota, Chromista.
Po raz pierwszy opisał go w 1874 r. Rudolph Hesse nadając mu nazwę Pythium debaryanum. W 2010 r. japońscy mykolodzy Shihomi Uzuhashi, Motoaki Tojo i Makoto Kakishima przenieśli go do rodzaju Globisporangium.
Synonimy:
- Eupythium debaryanum (R. Hesse) Nieuwl. 1916
- Pythium debaryanum R. Hesse 1874
- Pythium debaryanum var. pelargonii Hans Braun 1925
- Pythium debaryanum var. viticola A.C. Jain 1951[2].

## Cykl rozwojowy
Endobiont żyjący wewnątrz tkanek roślin. Jego strzępki rozwijają się pomiędzy komórkami roślin, do wnętrza komórek zapuszcza tylko ssawki. Może rozwijać się tylko w środowisku wodnym. Rozmnaża się zarówno płciowo, jak i bezpłciowo. W wyniku rozmnażania płciowego wytwarza oospory o grubej ścianie komórkowej. Są one przetrwalnikami mogącymi w glebie, wodzie lub w tkankach roślinnych przetrwać dłuższy czas. W sprzyjających warunkach kiełkują, wypuszczając grzybnię. Na czubku niektórych strzępek tworzą się bezpłciowo zarodniki konidialne. Przy niskiej wilgotności środowiska konidia kiełkują w grzybnię, przy wystarczającej tworzą zarodnie. Wewnątrz zarodni powstają ruchome pływki, każda z dwoma wiciami za pomocą których pływają w wodzie. W kontakcie z rośliną tracą wici i kiełkują w grzybnię wnikającą do rośliny.

## Znaczenie
Organizm mikroskopijny będący pasożytem licznych gatunków roślin. W Polsce opisano jego występowanie m.in. na buraku, dalii, kapuście, komosie białej, komosie główkowatej, łubinie wąskolistnym, łubinie żółtym, mięcie pieprzowej, pomidorze, truskawce, trzcinie pospolitej. Powoduje u nich niespecyficzne objawy chorobowe, zazwyczaj są to zgnilizny miękkie. Wywołuje m.in. takie choroby jak zgorzel siewek.